# Рахлин, Рафаил Павлович
Рафаил Павлович Рахлин (1 мая 1926 — 19 октября 1998) — советский и российский театральный режиссёр и актёр. Заслуженный деятель искусств РСФСР. Заслуженный артист Российской Федерации.

## Биография
Во время Великой Отечественной войны был эвакуирован с родителями в Казань, где после окончания школы в 1943 году был призван в армию. До 1949 года служил на Черноморском флоте, младший сержант.
Главный режиссёр Тульского государственного академического театра драмы в 1969—1981 годах.

## Семья
- Жена — Галина Кузминская (29.12.1938 - 03.11.2021), артистка тульской драмы, заслуженный артист РСФСР.
  - Дочь — Анастасия Рахлина (28.05.1965 — 02.06.2018), журналистка, теле- и радиоведущая (НТВ, SNC), гражданская жена поэта Александра Башлачёва, зимой 2018 года приняла монашеский постриг с именем Иулиания, являлась автором и редактором Интернет-сайта pravoslavie.ru[2][3]. Внук Егор (03.08.1988 — 19.06.2021).
- Двоюродный брат — театральный режиссёр Илья Яковлевич Рахлин[4]. Его сын — театральный режиссёр Лев Ильич Рахлин.

## Фильмография
- 1989 — Мир вам, Шолом! (фильм)[5][6]